# Санта-Мария-ин-Каланка
Санта-Мария-ин-Каланка (нем. Santa Maria in Calanca) — коммуна в Швейцарии, в кантоне Граубюнден. 
Входит в состав округа Моэза. Население коммуны составляет 113 человек (на 31 декабря 2013 года). Официальный код  —  3810.

## Достопримечательности
- Католическая церковь святой Марии.
- Средневековая башня.

## Фотографии

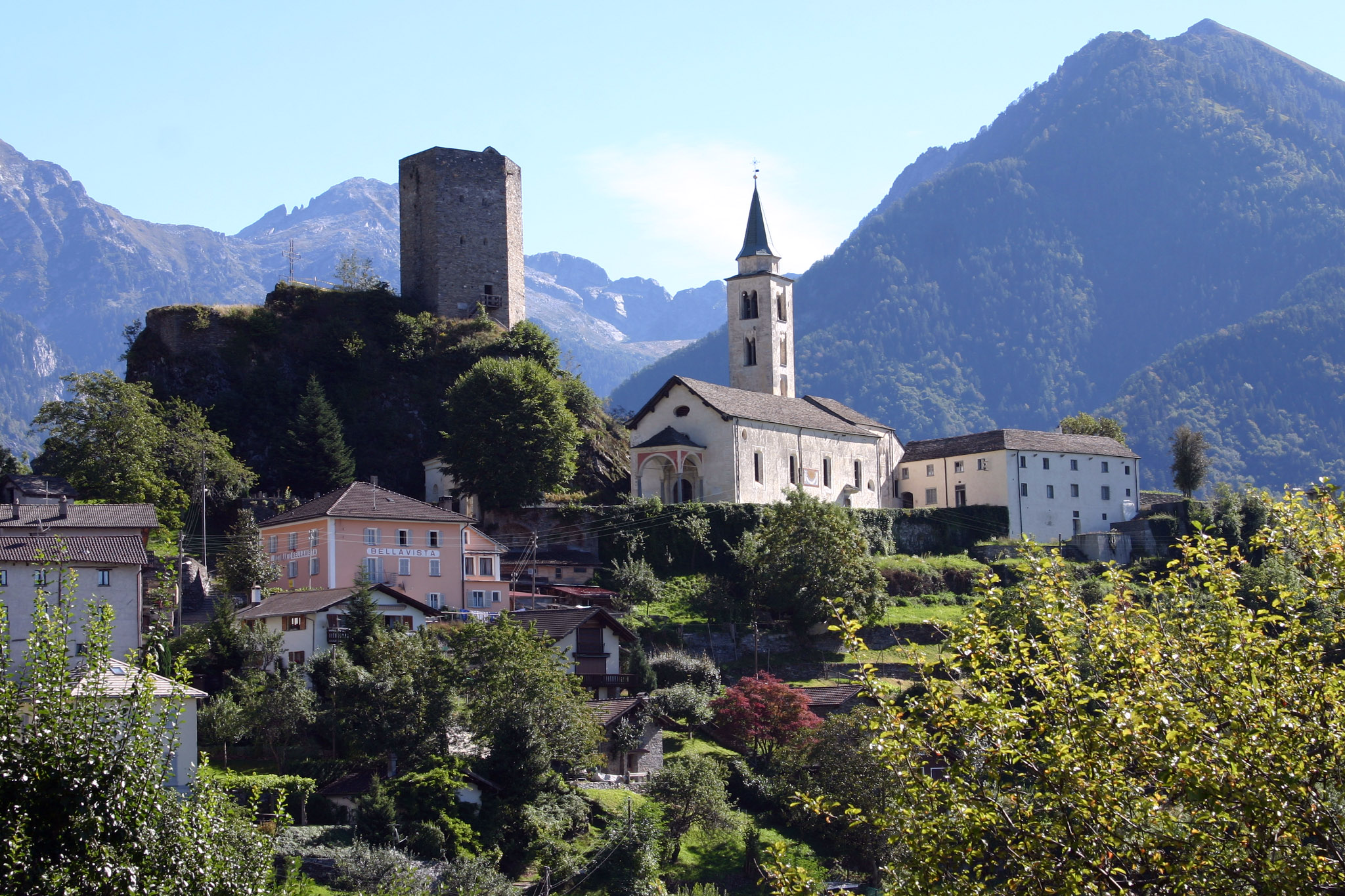
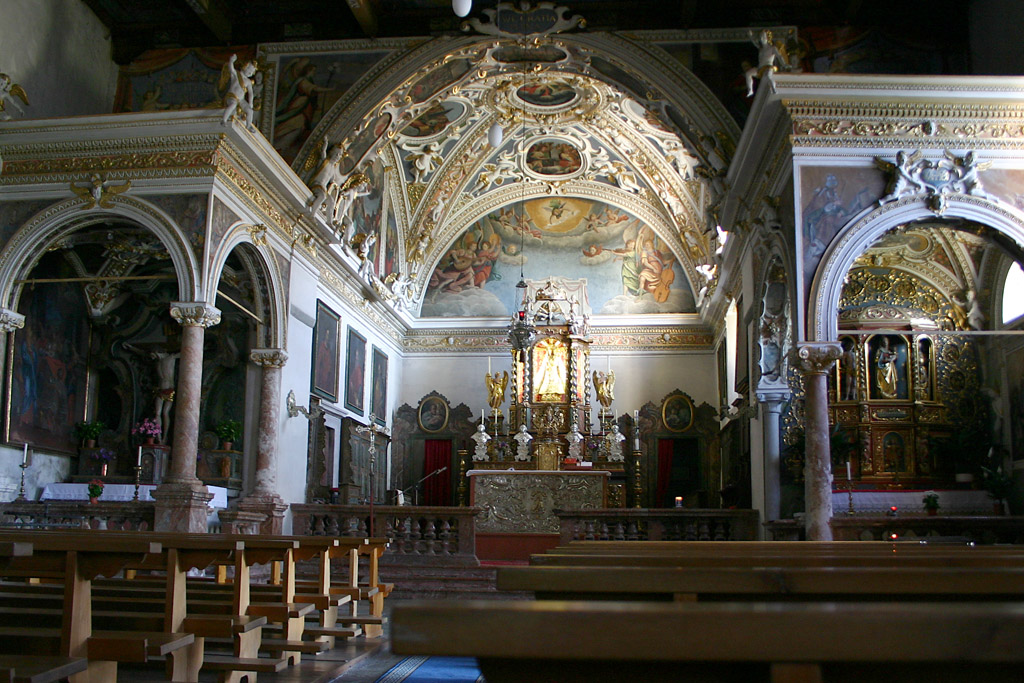
Церковь
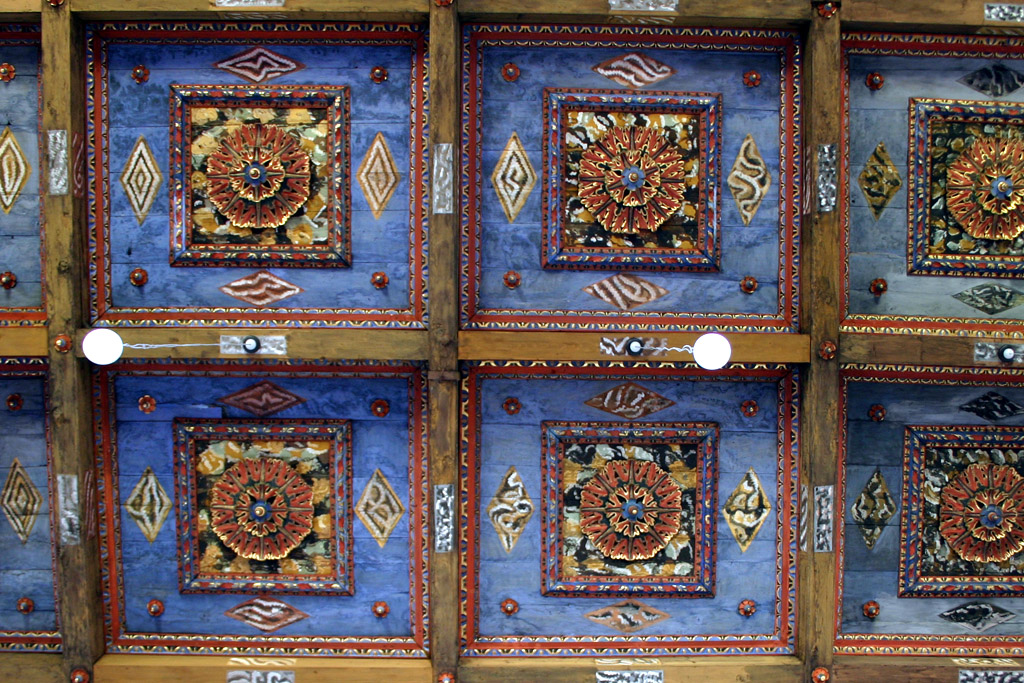